# الصقر (فلم)
الصقر هو فيلم مصري عرض عام 1950، بطولة سامية جمال وعماد حمدي، ومن إخراج صلاح أبو سيف.

## قصة الفيلم
في القرن التاسع عشر، وفي الصحراء يموت أنيس باشا أثناء وجود ابنته ليلى في باريس، تعرف بوفاة والدها، فتقرر العودة إلى مصر، تصحب معها صديقتها فلورا، ولكن قرار عودة ليلى لا يجد صدى في نفس سكرتير والدها ابن عمها إبراهيم الذي كان يختلس أمواله من أملاكه بالصحراء.

## طاقم التمثيل
- سامية جمال: (ليلى)
- عماد حمدي: (راشد)
- زينب صدقي: (والدة راشد)
- فريد شوقي: (يوسف)
- سعيد خليل: (إبراهيم)
- سعيد أبو بكر: (سعيد)
- يوني مورينو: (فلورا)
- أنزو بليوتي
- زكي إبراهيم
- محسن حسنين: (من رجال يوسف)
- ثريا فخري: (فلورا - صوت)
- رشاد حامد: (من رجال راشد)
- عصمت عبد العليم: (غناء)
- سيد إسماعيل: (غناء)

## فريق العمل
- إخراج: صلاح أبو سيف
- سيناريو: نينو نوفاريز
- حوار وتأليف الأغاني: بيرم التونسي
- ألحان الأغاني: فريد الأطرش، أحمد صدقي
- مدير التصوير: سانتوني، روبير طمبا
- مونتاج: إميل بحري
- مدير الإنتاج: محمد رجائي
- موسيقى تصويرية: روبرتو روسيليني
- توزيع: شركة مصر للتمثيل والسينما

## وصلات خارجية
- مقالات تستعمل روابط فنية بلا صلة مع ويكي بيانات